# Crespo (Entre Ríos)
Crespo is een plaats in het Argentijnse departement  Paraná in de provincie  Entre Ríos. De plaats telt 18.296 inwoners.

## Geboren
- Gabriel Heinze (19 april 1978), voetballer

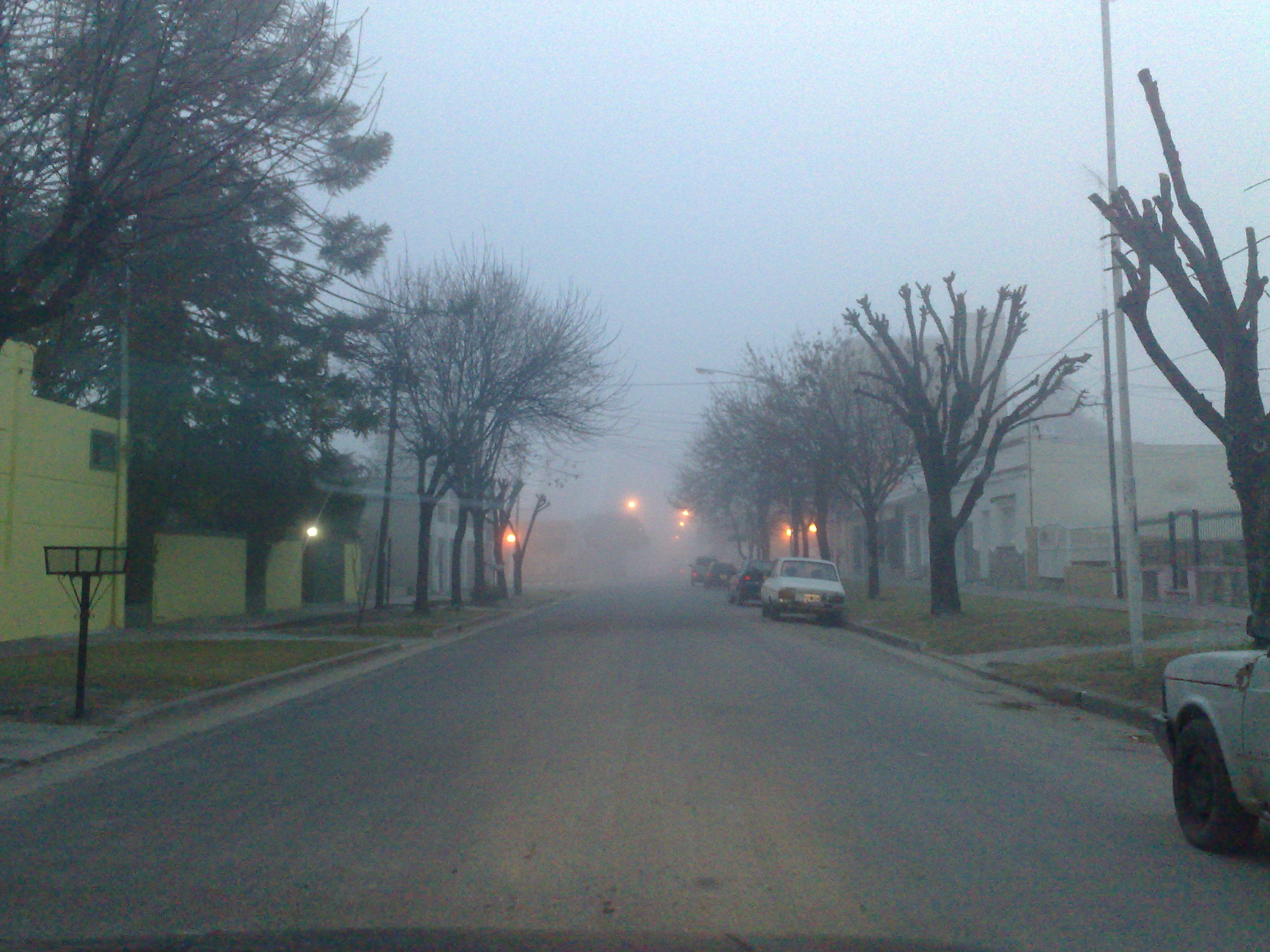
Calle San Martin in Crespo